# ميك كراولي
ميك كراولي (بالإنجليزية: Michael Crawley)‏ هو عالم بيئة بريطاني، ولد في 9 مارس 1949.